# Dyscia distinctaria
Dyscia distinctaria is een vlinder uit de familie spanners (Geometridae). De wetenschappelijke naam is voor het eerst geldig gepubliceerd in 1910 door A. Bang-Haas.
De soort komt voor in Europa.